# Лесовое (Емильчинский район)
Лесово́е/Лесно́е (укр. Лісове; до 2016 г. — Дзержинск, до 1946 г. — Чёрное) — село, находится в Емильчинском районе Житомирской области, Украина.
Код КОАТУУ — 1821782003. Население по переписи 2001 года составляет 23 человека. Почтовый индекс — 11235. Телефонный код — 4149. Занимает площадь 0,241 км².

## История
- 2016 — Верховная Рада переименовала село Дзержинск в село Лесовое[2].

## Адрес местного совета
11235, Житомирская область, Емильчинский р-н, с. Великая Цвиля, ул. Шевченко, 6